# PvP
Player versus player (người chơi đấu với người chơi) hoặc một nghĩa ít phổ biến hơn nằm ngoài môi trường game Person versus person (người đấu với người), được gọi là PvP, là một loại tương tác đánh nhau/thi đấu giữa hai hoặc nhiều người tham gia trực tiếp trong một trò chơi. Điều này trái ngược với các trò chơi mà người chơi cạnh tranh với các đối thủ và/hoặc người chơi do máy tính điều khiển, được gọi là người chơi đấu với môi trường (PvE). Các thuật ngữ này thường được sử dụng trong các trò chơi có cả hai loại hoạt động, đặc biệt là MMORPG, MUD và các trò chơi video nhập vai khác. PvP có thể được sử dụng rộng rãi để mô tả bất kỳ trò chơi hoặc khía cạnh nào của trò chơi nếu nó có yếu tố người chơi phải cạnh tranh trực tiếp với nhau thông qua thi đấu/đánh nhau. PvP thường gây tranh cãi khi được sử dụng trong các game nhập vai. Trong hầu hết các trường hợp, có sự chênh lệch lớn về khả năng giữa người chơi có kinh nghiệm và người chơi mới. PvP thậm chí có thể khuyến khích người chơi có kinh nghiệm tấn công và tiêu diệt ngay lập tức những người chơi mới và thiếu kinh nghiệm. PvP đôi khi được gọi là player killing (PK, giết người chơi) trong trường hợp trò chơi có chứa (nhưng không tập trung) vào khía cạnh này.